# 罗莎琳德·密契森
罗莎琳德·密契森（娘家姓：Wrong，1919年4月11日—2002年9月19日）是一位英国历史学家，专攻苏格兰社会史。

## 个人生活
罗莎琳德出生于曼彻斯特，就读于龍學校，其父亲爱德华·默里·朗和祖父乔治·麦金农·朗均为历史学家，其弟奥利弗·朗是腎臟病学家，其丈夫默多克·密契森是动物学家。